# Straßenlauf-Länderkampf der Männer 1978 BR Deutschland – Niederlande – Schweiz
| 13. Leichtathletik-Länderkampf mit bundesdeutscher Beteiligung 1978      | 13. Leichtathletik-Länderkampf mit bundesdeutscher Beteiligung 1978 |
| ------------------------------------------------------------------------ | ------------------------------------------------------------------- |
|                                                                          |                                                                     |
| Straßenlauf-Vergleich der Männer: BR Deutschland – Niederlande – Schweiz |                                                                     |
| Austragungsort                                                           | Griesheim                                                           |
| Wettbewerbe                                                              | 1                                                                   |
| Datum                                                                    | 9. August                                                           |
| 1. FRG 2. SUI 3. NLD                                                     | 8:07:53,7 h 8:16:25,5 h 8:21:50,0 h                                 |
| Chronik                                                                  |                                                                     |
| ← FRG-FRA Nachwuchs (M)                                                  | SUI-FRG-YUG (M) →                                                   |

Der dreizehnte Vergleich des Länderkampfjahres 1978 war ein Vergleich der Straßenläufer. Am 9. August wurde in Griesheim der schon traditionelle Dreiervergleich zwischen der Bundesrepublik Deutschland, den Niederlanden und der Schweiz ausgetragen. Zum nun sechzehnten Mal fand dieses Aufeinandertreffen als einziger Straßenlauf-Länderkampf des Jahres 1978 statt. In den ersten elf vorangegangenen Begegnungen hatten immer die bundesdeutschen Läufer vorne gelegen, doch 1974, 1975, 1976 und 1977 hatte sich vier Mal in Folge das Team aus der Schweiz vor der bundesdeutschen Mannschaft durchgesetzt.

## Modus
Wie immer in den Straßenlauf-Länderkämpfen wurde ein Rennen über dreißig Kilometer durchgeführt. Jede Nation konnte maximal sechs Läufer stellen, von denen die fünf Besten über die Addition ihrer Zeiten gewertet wurden.

## Ergebnis
Das bundesdeutsche Team erzielte in der Einzelwertung einen Doppelerfolg und auch die nächsten beiden Läufer lagen mit den Rängen vier und fünf ganz vorne. So wurde die Schweizer Siegesserie in diesem Jahr gestoppt. In 8:07:53,7 Stunden lag in der Gesamtabrechnung wieder die Bundesrepublik Deutschland vorne. Mit zirka neuneinhalb Minuten Rückstand folgte die Schweiz auf Platz zwei. Weitere knapp fünfeinhalb Minuten dahinter belegten die Niederländer den dritten Rang.

## Legende
Kurze Übersicht zur Bedeutung der Symbolik – so üblicherweise auch in sonstigen Veröffentlichungen verwendet:
| DNF | nicht im Ziel (did not finish) |

### 30-km-Straßenlauf
| Platz | Athlet              | Land | Zeit (h)              |
| ----- | ------------------- | ---- | --------------------- |
| 01    | Reinhard Leibold    | FRG  | 1:35:28,0             |
| 02    | Jochen Schirmer     | FRG  | 1:35:29,1             |
| 03    | Roelof Veld         | NLD  | 1:35:29,7             |
| 04    | Winfried Hellwig    | FRG  | 1:35:32,4             |
| 05    | Werner Dörrenbächer | FRG  | 1:35:34,3             |
| 06    | Albrecht Moser      | SUI  | 1:35:35,7             |
| 07    | Richard Umberg      | SUI  | 1:36:43,6             |
| 08    | Hans Gulyas         | FRG  | 1:39:49,3             |
| 09    | Cor Vriend          | NLD  | 1:39:53,8             |
| 10    | Henk Nugteren       | NLD  | 1:39:57,7             |
| 11    | Barry Kneppers      | NLD  | 1:40:15,0             |
| 12    | Peter Gälli         | SUI  | 1:41:03,9             |
| 13    | François Wulliemier | SUI  | 1:41:06.9             |
| 14    | Karl Mann           | FRG  | 1:41:22,5             |
| 15    | Jörg Häfliger       | SUI  | 1:41:55,4             |
| 16    | Cees van der Heul   | NLD  | 1:46:13,8             |
| DNF   | Ernst Lüscher       | SUI  | zwischen 25 und 30 km |
| DNF   | Peter Kool          | NLD  | zwischen 20 und 25 km |